# Veščec
Veščec (znanstveno ime Synanceia verrucosa) je strupena morska riba iz družine bodik (Scorpaenidae). Prebiva v plitvih tropskih vodah v Indijskem in Pacifiškem oceanu. Je najbolj razširjena vrsta iz rodu Synanceia in velja za najbolj strupeno ribo na svetu.

## Telesne značilnosti
V povprečju meri riba v dolžino okoli 27 cm, največ do 40 cm in tehta okoli 2,4 kg. Po na hrbtni strani telesa ima 12-14 bodic oz. trnov ter 3 bodice blizu zadnjika ter 5-7 nezdruženih prsnih plavuti in 5-6 nezdruženih plavuti blizu zadnjika. Blizu baze vsake hrbtne bodice se nahaja velika vrečka s toksinom.

## Življenjski prostor in navade
Življenjski prostor veščeca se v splošnem razteza po celotnem Indijskem in Pacifiškem oceanu, od Rdečega morja in Vzhodne Afrike do Francoske Polinezije, od japonskih otokov Ryukyu in Ogasawara na severu do Queenslanda v Avstraliji na jugu.
Živi v tropskih vodah blizu peščenih in kamnitih področij koralnih grebenov do globine 30 m, pa tudi v plitvih lagunah. Ni migracijska vrsta in prebiva samotno. Ima sposobnost izjemne kamuflaže. Prehranjuje se z manjšimi ribami in raki.

## Strupenost in zdravljenje
Je najbolj strupena riba na svetu. Podobno kot pri veliki plamenki se toksin pri izloči iz baze bodic, preko vdolbinic v bodicah v rano. Toksin vsebuje mešanico različnih proteinov, med drugim hemolitični stonustoksin, nevrotoksični trahinilizin in kardioleputin.
Toksin povzroči zelo hudo bolečino na širšem mestu vboda, lahko pa se pojavi tudi šok, ohromitev in nekroza, kar je odvisno od globine vboda. V tem primeru je nujno potrebna zdravniška pomoč v nekaj urah, drugače so lahko posledice usodne za človeka. Pri prvi pomoči je potrebna potopitev prizadetega območja v vročo vodo, s čimer se oslabi delovanje toksina, saj predstavljajo večino le-tega beljakovine, ki jih s toploto denaturiramo in s tem inaktiviramo. Bolečino se lahko omili z uporabo lokalnih anestetikov. Imobilizacija prizadetega območja s kompresijsko obvezo ni več priporočljiva. Zdravniška pomoč vključuje odstranjevanje morebitnih zapičenih bodic ter dajanje protistrupa (antidota).

## Pomen za človeka
Priljubljena je kot akvarijska riba, sicer pa jo prodajajo na ribjih tržnicah v Hong Kongu. Na Japonskem velja njeno meso za specialiteto, imenovano okoze (オコゼ).